# Legiunea militară rusă
Legiunea militară rusă, coordonată de țarul Rusiei Nicolae I, avea ca informatori secreți zece din cei mai buni soldați din Rusia. Era o legiune secretă strict divizată, coordonată și răspunzătoare pentru Nicolae I, o trupă secretă ce avea ca scop prioritar siguranța țarului.